# De club (Eén)
De club is een Vlaams quizprogramma van het productiehuis De Filistijnen uitgezonden op de VRT-televisiezender Eén. De quiz wordt gepresenteerd door Siska Schoeters. De afleveringen van de quiz worden vier dagen per week, van maandag tot donderdag uitgezonden. Een eerste seizoen van vijf weken werd uitgezonden in de late lente en vroege zomer van 2017, het tweede seizoen met nog eens twintig uitzendingen volgde in de late zomer van 2017.
Tot de Bekende Vlamingen die vele afleveringen lid van de club konden blijven, behoorden Frances Lefebure, Dina Tersago, Ihsane Chioua Lekhli, Ini Massez, Véronique De Kock en Steven Goegebeur.
Het programma wordt op locatie opgenomen, in de horecazaak t'Ile Malines op het schiereiland waar de twee armen van de Dijle die vlak voor het centrum van Mechelen ontstaan, terug samenkomen in het noordwesten van het stadscentrum.